# National Highway 12
National Highway 12 (NH 12) ist eine Hauptfernstraße im Westen und der Mitte des Staates Indien mit einer Länge von 890 Kilometern. Sie beginnt am NH 11 in Jaipur im Bundesstaat Rajasthan und führt nach 490 km durch diesen Bundesstaat weitere 400 km durch den benachbarten Bundesstaat Madhya Pradesh, wo sie über die Metropole Bhopal verläuft und schließlich in Jabalpur am NH 7 endet.